# Surrender: 40 canzoni, una storia
Surrender: 40 canzoni, una storia (Surrender: 40 songs, one story) è un libro autobiografico scritto da Bono e pubblicato il 1º novembre 2022. Alla progettazione creativa dell'opera ha collaborato anche Gavin Friday. Il libro è entrato nella lista dei best seller stilata dal The New York Times.

## Contenuto
Bono racconta la propria vita attraverso quaranta canzoni degli U2, ciascuna delle quali dà il titolo a un paragrafo. L'intera narrazione non segue, rigidamente, una linea temporale. Nel testo, l'autore tratta in particolar modo di questioni filosofiche, religiose e politiche.

## Promozione
Per promuovere il libro, l'autore ha intrapreso un tour la cui prima tappa si è svolta al Beacon theatre di New York, il giorno successivo alla pubblicazione, per poi proseguire in diverse città dell'America del Nord e dell'Europa. In ciascuna tappa, Bono ha effettuato uno spettacolo in cui ha eseguito dei monologhi e dei brani musicali, accompagnato da Jacknife Lee, da un'arpista e da una violoncellista.

## Edizioni
- Surrender: 40 canzoni, una storia, traduzione di Michele Piumini, illustrazioni di Bono, Milano, Mondadori, 2022, ISBN 978-8804713418, OCLC 1353166494.
- (DA) Surrender : 40 sange, én historie, traduzione di Jakob Levinsen, illustrazioni di Bono, Copenaghen, Kristeligt Dagblad, 2022, ISBN 9788774674085, OCLC 1354541149.
- (DE) Surrender: 40 songs, eine geschichte, traduzione di Charlotte Breuer e Norbert Möllemann, illustrazioni di Bono, Monaco di Baviera, Droemer, 2022, ISBN 978-3426278055, OCLC 1350600709.
- (EN) Surrender: 40 songs, one story, illustrazioni di Bono, New York, Alfred A. Knopf, 2022, ISBN 9780525521044.
- (ES) Surrender. 40 canciones, una historia, illustrazioni di Bono, Vintage Espanol, 2022, ISBN 978-1644737194, OCLC 1331706318.
- (FR) Surrender. 40 chansons, une histoire, illustrazioni di Bono, Parigi, Fayard, 2022, ISBN 978-2213712956, OCLC 1351452931.
- (PT) Surrender: 40 músicas, uma história, traduzione di Rogerio W. Galindo, illustrazioni di Bono, Rio de Janeiro, Intrinseca, 2022, ISBN 9786555603576.